# Thenelles
Thenelles és un municipi francès situat al departament de l'Aisne i a la regió dels Alts de França. L'any 2007 tenia 590 habitants.

## Demografia

### Població
El 2007 la població de fet de Thenelles era de 590 persones. Hi havia 244 famílies de les quals 68 eren unipersonals (24 homes vivint sols i 44 dones vivint soles), 72 parelles sense fills, 80 parelles amb fills i 24 famílies monoparentals amb fills.
La població ha evolucionat segons el següent gràfic:
Habitants censats

### Habitatges
El 2007 hi havia 276 habitatges, 250 eren l'habitatge principal de la família, 3 eren segones residències i 22 estaven desocupats. 270 eren cases i 5 eren apartaments. Dels 250 habitatges principals, 198 estaven ocupats pels seus propietaris, 47 estaven llogats i ocupats pels llogaters i 5 estaven cedits a títol gratuït; 1 tenia una cambra, 20 en tenien dues, 43 en tenien tres, 88 en tenien quatre i 99 en tenien cinc o més. 139 habitatges disposaven pel capbaix d'una plaça de pàrquing. A 113 habitatges hi havia un automòbil i a 79 n'hi havia dos o més.

### Piràmide de població
La piràmide de població per edats i sexe el 2009 era:
| Homes | Edats   | Dones |
| ----- | ------- | ----- |
| 0     | 95 o +  | 0     |
| 0     | 90 a 94 | 0     |
| 0     | 85 a 89 | 12    |
| 4     | 80 a 84 | 4     |
| 12    | 75 a 79 | 20    |
| 16    | 70 a 74 | 28    |
| 8     | 65 a 69 | 8     |
| 16    | 60 a 64 | 20    |
| 16    | 55 a 59 | 4     |
| 28    | 50 a 54 | 36    |
| 24    | 45 a 49 | 28    |
| 16    | 40 a 44 | 4     |
| 8     | 35 a 39 | 12    |
| 20    | 30 a 34 | 8     |
| 28    | 25 a 29 | 32    |
| 32    | 20 a 24 | 16    |
| 16    | 15 a 19 | 24    |
| 0     | 10 a 14 | 8     |
| 20    | 5 a 9   | 8     |
| 20    | 0 a 4   | 8     |

## Economia
El 2007 la població en edat de treballar era de 358 persones, 241 eren actives i 117 eren inactives. De les 241 persones actives 200 estaven ocupades (121 homes i 79 dones) i 40 estaven aturades (20 homes i 20 dones). De les 117 persones inactives 33 estaven jubilades, 16 estaven estudiant i 68 estaven classificades com a «altres inactius».

### Ingressos
El 2009 a Thenelles hi havia 253 unitats fiscals que integraven 578 persones, la mediana anual d'ingressos fiscals per persona era de 14.991,5 €.

### Activitats econòmiques
Dels 3 establiments que hi havia el 2007, 1 era d'una empresa de comerç i reparació d'automòbils i 2 d'empreses d'hostatgeria i restauració.
L'únic servei als particulars que hi havia el 2009 era un restaurant.
L'any 2000 a Thenelles hi havia 10 explotacions agrícoles que ocupaven un total de 490 hectàrees.

## Equipaments sanitaris i escolars
El 2009 hi havia una escola elemental integrada dins d'un grup escolar amb les comunes properes formant una escola dispersa.

## Poblacions més properes
El següent diagrama mostra les poblacions més properes.